# ポンピルン・ピラワン
ポンピルン・ピラワン（英: Phornphirun Philawan、タイ語: พรพิรุณ พิลาวัน、1999年4月8日 - ）は、タイ・ウドーンターニー県出身の女子サッカー選手。カレッジ・オブ・エイジアン・スカラーズ所属。タイ女子代表。ポジションはディフェンダー。

## 来歴
WEリーグ初のタイ人選手で対人能力には定評があり、2022年はタイ女子リーグで最優秀選手に選ばれた。代表では2019 FIFA女子ワールドカップと2022 AFC女子アジアカップのタイ女子代表に選ばれ、後者では3試合に出場して準々決勝進出に貢献した。 初の海外リーグで鍛錬する日々の中で、彼女は自国メディアの取材でより多くのタイ人選手が海外市場で注目されてほしいと語った。

## 個人成績
| 国内大会個人成績 | 国内大会個人成績       | 国内大会個人成績 | 国内大会個人成績 | 国内大会個人成績 | 国内大会個人成績 | 国内大会個人成績 | 国内大会個人成績 | 国内大会個人成績 | 国内大会個人成績 | 国内大会個人成績 | 国内大会個人成績 |
| 年度             | クラブ                 | 背番号           | リーグ           | リーグ戦         | リーグ戦         | リーグ杯         | リーグ杯         | オープン杯       | オープン杯       | 期間通算         | 期間通算         |
| 年度             | クラブ                 | 背番号           | リーグ           | 出場             | 得点             | 出場             | 得点             | 出場             | 得点             | 出場             | 得点             |
| 日本             | 日本                   | 日本             | 日本             | リーグ戦         | リーグ戦         | リーグ杯         | リーグ杯         | 皇后杯           | 皇后杯           | 期間通算         | 期間通算         |
| ---------------- | ---------------------- | ---------------- | ---------------- | ---------------- | ---------------- | ---------------- | ---------------- | ---------------- | ---------------- | ---------------- | ---------------- |
| 2022-23          | マイナビ仙台レディース | 23               | WE               | 2                | 0                | 2                | 0                | 0                | 0                | 4                | 0                |
| 通算             | 日本                   | 日本             | 1部              | 2                | 0                | 2                | 0                | 0                | 0                | 4                | 0                |
| 総通算           | 総通算                 | 総通算           | 総通算           | 2                | 0                | 2                | 0                | 0                | 0                | 4                | 0                |

- WEリーグ
  - 初出場 - 2022年12月25日 第7節 三菱重工浦和レッズレディース戦 (浦和駒場スタジアム)

### 代表

#### 選出歴
- U-19タイ女子代表
- タイ女子代表
  - 2019 FIFA女子ワールドカップ
  - 2022 AFC女子アジアカップ

## タイトル

### 個人
- タイ女子リーグ最優秀選手：2022年